# Урочище Паськове

Уро́чище Паськове́ — ботанічна пам'ятка природи загальнодержавного значення. Пам'ятка розташована у межах Верхньодніпровського району Дніпропетровської області, на південь від села Івашкове.
Площа 56 га. Створена в 1975 році. Керівна організація: Верхньодніпровський лісгоспзаг.
Охороняється байрачний лісовий масив, що є рідкісною в межах області кленово-берестову дібровою природного походження. У підліску — клен татарський, бруслина європейська, ліщина. У трав'яному покриві трапляється астрагал шерстистоквітковий, занесений до Червоної книги України.